# فأس الحرب

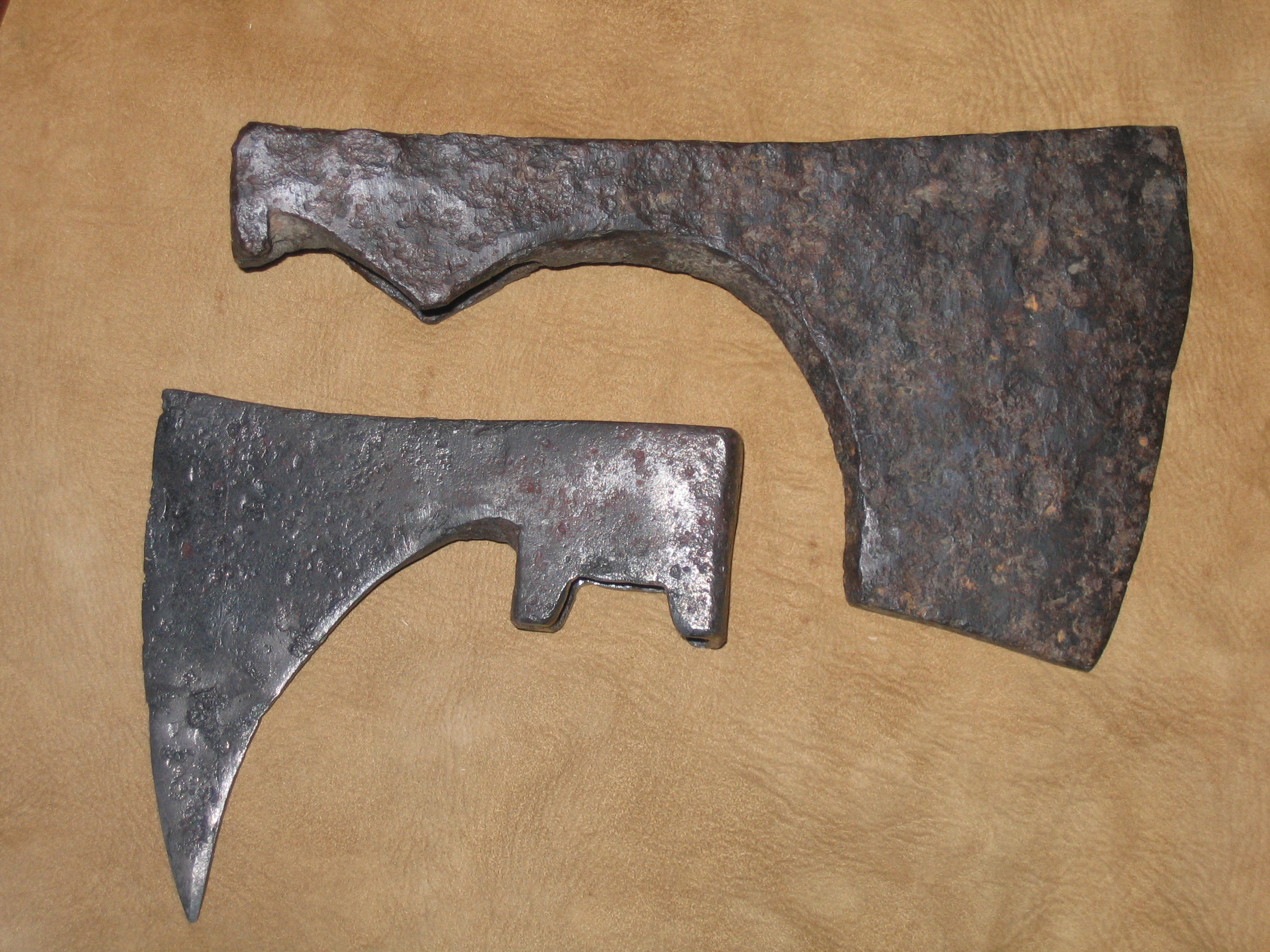
"فأس ذات نصل متدلي" كان يستخدمها الفايكنج يرجع تاريخها إلى عام 1000 (أعلى الصورة)، ونصل فأس فارس ألماني يرجع تاريخها إلى حوالي 1100 (أسفل الصورة).

فأس الحرب أو الطَبَر (أو الطبر أحد أنواعه) هي أداة على شكل فأس مصممة خصيصًا لأغراض قتالية. وتعد بلطة المعارك أحد أشكال الفؤوس المصممة لاستخدامات محددة. وكانت العديد من تلك الأدوات تُستخدم بيد واحدة، بينما كانت هناك أنواع ضخمة لا يمكن حملها إلا باستخدام كلتا اليدين.
يتراوح وزن البلطة المصممة لأغراض قتالية من 0.5 إلى 3 كجم (من رطل واحد إلى ستة أرطال)، ويتراوح طولها بين أكثر من 30 سم حتى تصل إلى 1.5 م (من قدم واحد حتى خمسة أقدام)، كما هو الحال في الفأس الدانمركي أو فأس سبارث. يمكن إدراج الأسلحة القاطعة التي يزيد طولها عن 1.5 م تقريبًا في فئة الأسلحة ذات الصواري.

## نظرة عامة
على مدار التاريخ البشري، تم استخدام أشياء تقليدية ومألوفة واستغلالها كأسلحة. ولم تُستثن البلطة من تلك القاعدة بسبب وفرتها وشيوع استخدامها. وفضلاً عن البلطة المصممة خصيصًا للقتال، كان هناك العديد من الأنواع التي تُستخدم كأدوات وأسلحة في آن واحد. كما أمكن تعديل أنواع أخرى لتُستخدم كقذائف قاتلة (انظر فرانشيسكا (francisca) كمثال) وكانت البلطة دائمًا تتميز برخص سعرها مقارنة بـ السيف علاوة على وفرتها نسبيًّا.
تقل بلطة المعارك في وزنها بشكل عام عن بلطة الشق الحديثة، وخاصة المطارق، لأنها كانت مصممة لتقطيع السيقان والأذرع وليس الأخشاب، وبالتالي تعد أنصال التشريح الضيقة هي الاختيار المثالي في تلك البلطة. وهذا يسهل من مهمة إحداث جروح عميقة ومؤلمة. علاوة على ذلك، يعد السلاح الأخف وزنًا أسرع للغاية في حسم الأمور في المعارك والمناورة لتفادي الضربات المتتالية الموجَّهة من الخصم.
كانت الرؤوس هلالية الشكل لبلطة المعارك الأوروبية التي كانت منتشرة في عصور الإمبراطورية الرومانية وفترة ما بعد الإمبراطورية الرومانية، كانت تُصنع عادة من الحديد المطاوع ويُركب بها نصل من الصلب الكربوني، إلى أن تم استخدام الصلب في أعقاب نهاية حقبة العصور الوسطى. ولاحقًا تم تعزيز المقابض الخشبية القوية لبلطة المعارك بشرائط معدنية كان يُطلق عليها دعامات، بحيث لا يستطيع العدو المقاتل تحطيم مقبض البلطة. وتميزت بعض الأنواع اللاحقة بمقابض صُنعت بأكملها من المعدن.
ترتبط بلطة المعارك بشكل خاص في الأدبيات الشعبية الغربية بـ الفايكنج. وبشكل خاص، استخدمها جنود المشاة الإسكندنافيون وقراصنة البحار كسلاح أخمص في أثناء الفترة التي شهدت أوج ازدهارهم والتي امتدت من بداية القرن الثامن وحتى نهاية القرن الحادي عشر. وقام هؤلاء بإنتاج العديد من الأنواع، من ضمنها بلطة الرماية المتخصصة (انظر فرانشيسكا) والبلطة ذات النصل المتدلي (حيث أُطلق عليها هذا الاسم لزيادة طول النصل السفلي الذي يؤدي إلى زيادة قوة الشق كما يمكن الاستفادة به للسيطرة على حافة درع الخصم وجذبه للأسفل، وكشف حامل الدرع لتسهيل توجيه ضربة تالية إليه). كان يُثبت ببلطة الفايكنج مقبض واحد أو اثنان، بناءً على طول الصاري الخشبي المكشوف. (انظر مقالة الأسلحة والدروع في عصر الفايكنج.)

## معلومات تاريخية

### أوروبا

#### فترة ما قبل التاريخ وحضارة البحر المتوسط القديمة
تم استخدام البلطة ذات المقبض الحجري في العصر الحجري القديم لمئات الآلاف من السنين. ويبدو أن أول إنتاج للبلطة ذات المقبض الحجرية كان قرابة العام 6000 ق.م. في أثناء العصر الحجري الأوسط. وتوالت التطورات التقنية في العصر الحجري الحديث (انظر على سبيل المثال مقالة شعوب فؤوس القتال الإسكندنافية الذين كانوا يولون أهمية فائقة للفؤوس ويعاملونها كما لو كانت مقتنيات حضارية عالية القيمة.) قام الحرفيون لاحقًا بصناعة رأس البلطة من المعادن المصبوبة وذلك في كل من منطقة الشرق الأوسط وبعد ذلك في أوروبافي أثناء العصر النحاسي والعصر البرونزي. وكانت الأنواع الأولى بلا تجاويف.
بصورة أكثر تحديدًا، يمكننا أن نرى آثارًا لرؤوس بلطات برونزية في الآثار القديمة لكل من حضارة الصين القديمة والمملكة الحديثة في مصر القديمة. وقد تم تهيئة البعض منها لاستخدامه لأغراض عملية كسلاح للمشاة بينما وضح جليًّا أن هناك أنواعًا أخرى تُستخدم للتفاخر كرمز للمكانة الاجتماعية والسلطة، وهو ما يتحدد من خلال مستوى النقوش الموجودة عليها.
وفي منطقة شرق المتوسط وفي العصر الحديدي، كان النوع السائد هو البلطة المزدوجة ذات النصلين، كما كان يتم أحيانًا استخدام بلطة أحادية النصل مصنوعة إما من البرونز أو الحديد ومزودة بمقبض كسلاح قتالي للمشاة المسلحين في اليونان القديمة، وخاصة في المواجهات التي كانت تحتدم مع خصوم مسلحين جيدًا [بحاجة لمصدر]. ارتبطت بلطات السجاري -التي كانت إما مفردة أو مزدوجة النصل- بالإغريق لدى الأمازونيات الأسطورية، على الرغم من أن تلك الأنواع كانت بلطات احتفالية بشكل عام وليس لها استخدامات عملية على أرض الواقع. وقد كان الجيش الروماني مجهزًا بالبلطات. وقد استخدمها قادة الفيالق كأدوات مساعدة وليس كأسلحة قتالية. على الرغم من ذلك، قامت القبائل التي يُطلق عليها البرابرة والتي واجهها الرومان شمال جبال الألب بإدراج بلطات المعارك الحديدية في عتادهم الحربي إلى جانب السيوف والرماح.

#### العصور الوسطى

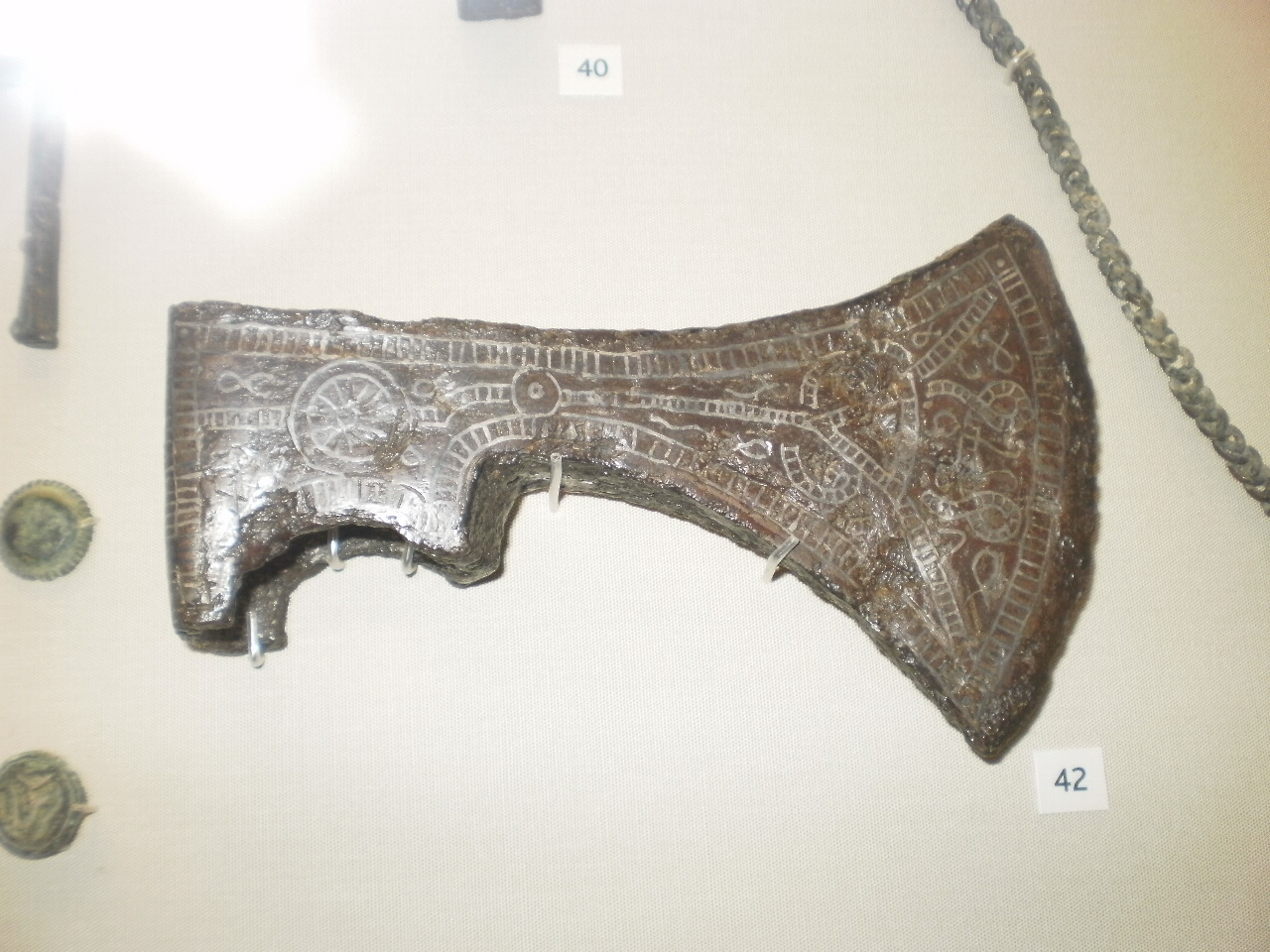
رأس بلطة معارك خاصة بسلالة ميروفنجيون يرجع تاريخها إلى القرن السابع معروضة في المتحف البريطاني.

كانت بلطات المعارك شائعة في أوروبا في عصر الهجرات وفي عصر الفايكنج الذي تلاه، وتظهر بشكل واضح في نسيج بايو الذي يصور الفرسان [[النورمانالنورمان وهم يمتطون الخيل ويقاتلون المشاة الأنجلوسكسونيون. واستمر استخدام تلك البلطات على مدار العصور الوسطى، إلا أنها شهدت انحسارًا في القرون الثاني عشر والثالث عشر والرابع عشر، ولكنها لم تنتهِ تمامًا: وقام روبرت الأول من اسكتلندا باستخدام أحد تلك الفؤوس لكي يتغلب على سير هنري دي بون (Henry de Bohun) في قتال فردي في بداية معركة بانوكبرن في 1314، وعاد استخدام تلك الفؤوس للازدهار ثانية بين الفرسان المقاتلين المسلحين في القرن الخامس عشر.
كانت غالبية بلطات القتال في أوروبا في العصور الوسطى تتميز برأس مجوفة (أي أن الطرف المفلطح المستدير للنصل به فتحة لإدخال مقبض خشبي)، وكانت بعض الفؤوس تتميز بدعامات - وهي عبارة عن أشرطة معدنية طويلة تُلف بطول المقبض لزيادة قوته لئلا يتهشم في المعارك. وكانت رؤوس البلطات تتميز بزخارف منقوشة أو محفورة أو مثقوبة أو محلاة على جانبيها. وقد كانت بلطات المعارك في فتراتها الأخيرة مصنوعة بأكملها من المعدن.
ويبدو أن الأسلحة ذات الصواري مثل المطرد والفأس ذي الصاري كانت مجرد صور مختلفة للشكل التقليدي لبلطة المعارك.
ومثلما ذكرنا آنفًا، تراجع استخدام بلطات المعارك نسبيًا من قبل الفرسان الأوربيين الذين يمتطون جيادهم في الفترة بين عامي 1100 و1400 (على الرغم من أن الملك ريتشارد قلب الأسد استخدم أحد هذه الفؤوس في معركة يافا الشهيرة في عام 1192، وهو ما فعله أيضًا ملك اسكتلندا روبرت بروس في معركة بانوكبرن في عام 1314). وفي أثناء تلك الفترة، أصبحت السيوف باهظة الثمن - وخاصة التي تتميز بنصل صلب طويل ومستقيم والمصممة للتمزيق والقطع- حيث أصبحت هي السلاح المفضل لدى مقاتلي الطبقات الاجتماعية العليا. وكانت تلك السيوف بالفعل تمثل سلاحًا فتاكًا إذا ما استُخدمت بشكل بارع لمقاتلة جنود المشاة الذين يرتدون دروعا جلدية شديدة السُمك أو حتى الفرسان الذين يمتطون جيادهم وهم يرتدون درعا بالسلاسل.
على الرغم من ذلك، وفي ظل تطوير الدروع المعدنية التي كانت تغطي جسد المحارب بالكامل تقريبًا - علاوة على أنها كانت تتميز بخصائص لتحمل ضربات السيوف - وذلك في القرن الخامس عشر، كان ينبغي على الجيوش الأوروبية آنذاك ابتكار جيل جديد من الأسلحة ذات المقابض على أن تتميز بقوة شديدة لمواجهة تلك الدروع. (ومع الاعتراف بأهمية هذا التطور، لم تفقد السيوف مكانتها كأفضل الأسلحة المستخدمة في الحروب وكرمز للفروسية، إلا أن العصور الوسطى اللاحقة شهدت تغييرات في أشكال السيوف لتتحول من أداة قطع عريضة النصل وذات طرف مستدير تقريبًا إلى أداة طعن مكتنزة وذات نصل مستدق وحاد، بحيث يكون قادرًا على اختراق أي شقوق في الدرع الذي يغطي جسد الخصم بكامله: انظر، على سبيل المثال، مقالة السيف المدبب).
ولم يكن الصولجان المشفه المخترع حديثًا، مثلاً، على شكل هراوة غليظة مثل الأشياء السابقة. فالحواف الرأسية الناتئة على أبعاد متساوية من رأسه يمكنها اختراق الدرع المكسو والنفاذ إلى أنسجة الجسم - ولكنه كان أرخص للغاية إذا ما قورن بالسيف، الذي صُمم نصله بحيث يُستل من بين الطبقات الملساء والمقوسة للدرع الكامل المصمم جيدًا بحيث لا يصاب السيف بأي أذى وذلك إذا ما استخدم بخفة ورشاقة.
وقد اتخذت بلطات المعارك التصميم المبتكر للصولجان المشفه في إحدى مراحل تطورها. فمن خلال تركيز وزن إسفين مفرد وحاد وهلالي الشكل على منطقة مستهدفة صغيرة من الطبقة المعدنية للدرع، كان بمقدور بلطة المعارك قطع الدرع الذي يغطي كامل جسد الخصم بل والنفاذ إلى منطقة عميقة من الجسد. وعادة ما كان يُثبت رأس مقوس أحيانًا في مؤخرة نصل بلطة المعارك لكي يتوفر لدى المقاتل سلاح ثانوي للطعن. علاوة على ذلك، كان يمكن إضافة نتوء معدني كشكل جمالي ويُستخدم للطعن أيضًا.
بالمثل، ظهرت المطرقة الحربية في أواخر فترة العصور الوسطى بهدف اختراق رأسها المعدني للخوذات أو الدروع. وفي نهاية الأمر، أصبحت غالبية أنواع تلك الأسلحة تُصنع بكاملها من المعدن، وبذلك تم الاستغناء تمامًا عن المقابض الخشبية المقواة. ولكن الاستخدام المتزايد للقذائف العاملة بملح البارود من قبل الجيوش في المعارك التي درات رحاها في القرن السابع عشر -إلى جانب تراجع استخدام الدروع المعدنية التي كانت تغطي جسد المقاتل بالكامل- أدى إلى إحالة بلطة المعارك وما اشتُق منها إلى النسيان كأسلحة حربية، ومرت بالتالي إلى ذاكرة التاريخ.
إن صور المعارك الواردة في إنجيل ماشيوسكي (إنجيل مورجان) في حوالي عام 1250، تعد خير مثال تصويري لكيفية استخدام بلطات المعارك في أوج العصور الوسطى.
وأصبحت بلطات المعارك بمثابة أدوات تنم عن النبالة وتوضع نماذج مصغرة منها على شعارات النبالة للعديد من العائلات الإنجليزية والأوربية الأصول.

#### بلطات فترة ما بعد العصور الوسطى
شهدت نهاية القرن السادس عشر انقراض بلطات المعارك حيث بدأت التكتيكات العسكرية تركز بشكل متزايد على استخدام البارود. إلا أنه في أواخر أربعينيات القرن السابع عشر، ظهر الأمير روبرت - وهو جنرال عسكري مساند للملكيين وقائد لسلاح الفرسان في أثناء الحرب الأهلية الإنجليزية- ظهر في صورة حاملا فأس قتال، ولم يكن هذا مجرد رمز زخرفي للدلالة على السلطة: حيث دأب ضباط سلاح الفرسان الملكي على استخدام «الفأس ذي الصاري القصير» لكي يتمكنوا من تحطيم الخوذات المستديرة والدروع التي كان فرسان الخصوم يحتمون بها في عمليات القتال عن قرب، وكانت تلك الفؤوس تُستخدم أيضًا من قبل خصومهم، حيث لقي: السير بيفل جرينفيل (Bevil Grenville) مصرعه ذبحًا بفأس ذي صاري لعضو برلماني في معركة لانسداون، كما تعرض السير ريتشارد بولسترود (Richard Bulstrode) لجرح بأحد تلك الفؤوس في معركة إيدجهيل.
وفي أثناء العصر النابليوني، ولاحقًا في القرن التاسع عشر، كان البيطاريون الخاضعون للخدمة العسكرية يحملون فؤوسًا طويلة وثقيلة كجزء من الأدوات التي يعملون بها. وعلى الرغم من إمكانية استخدامها في حالات الطوارئ في القتال، كان الغرض الأساسي من استخدامها يتركز في عمليات التموين والتجهيز العسكري: حيث كان يجب نزع الحوافر المميزة بعلامات من أقدام الخيول الحربية لإثبات أنها لقيت مصرعها بالفعل (ولم تُسرق). كانت فيالق الرواد التابعة لنابليون أيضًا تحمل بلطات كانت تُستخدم في حصاد محصول الخضروات - وهو نشاط شائع تقوم به الوحدات المناظرة في مختلف الجيوش.

### آسيا

#### فارس

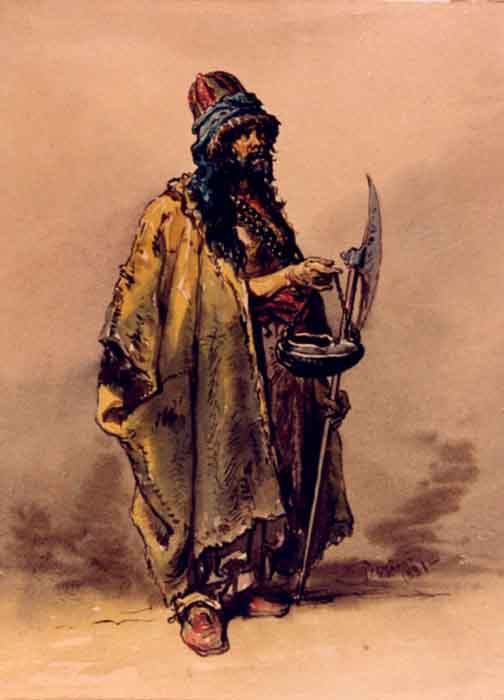
درويش يحمل تبرزين

يعد التبرزين (Persian: تبرزین) (والذي يُترجم أحيانًا بأنه عبارة عن «بلطة قصيرة اليد وذات سرج») هو بلطة المعارك التقليدية في بلاد فارس (إيران). وتتميز هذه البلطة بنصل واحد أو نصلين هلاليي الشكل. كان النموذج الطويل من التبرزين يبلغ قرابة السبعة أقدام، بينما كان النوع الأقصر منه لا يتعدى الثلاثة أقدام. وما ساعد في جعل البلطة الفارسية فريدة من نوعها هو المقبض المستدق للغاية، والذي يتميز بخفة وزنه علاوة على أنه كان دائمًا معدنيا.
ويعد التبرزين أحيانًا سلاحًا رمزيًّا يحمله الدراويش (وهم المسلمون المتعبدون الزاهدون في الحياة الدنيا).
وتتطابق الأسلحة الفارسية أحيانًا مع أسلحة منطقة الهند الشرقية حيث حدث نوع من التفاعل بين هاتين الحضارتين عدة مرات على مدار القرن.
والمقطع الأول من الكلمة «تبر» يعني (بلطة) بينما يشير الجزء الثاني من الكلمة «زين» إلى كلمة (سلاح) في الأساس.

#### الهند
هناك أمثلة تدل على استخدام بلطة المعارك في الهند القديمة. وكان الفرسا أو الباراشو باللغة الهندية القديمة هو السلاح المفضل للورد باراشو رام (Lord Parashu Ram). ولا تزال بعض الطوائف الملحدة في الهند من الرهبان الهندوسيين يحملونه. يمكن أن تكون بلطة الفرَسا التقليدية ذات نصل واحد أو اثنين، إضافة إلى فتحة لتثبيت المقبض. تتميز حافة القطع في بلطة الفرَسا الهندي بعرضها الملحوظ وقد يتراوح طول المقبض من ثلاثة إلى أربعة أقدام. وغالبًا ما يُصنع المقبض من الخشب أو البامبو. في الواقع، لا تزال نماذج بلطة الفرَسا الهندي معروضة في المنازل الهندية، لا سيما في القرى.
وفي أثناء القرنين السابع عشر والثامن عشر، كانت بلطة «التبرزين» هي السلاح المفضل للفرسان الهنود والأفغان والمنتمين إلى المنطقة المسماة باكستان حاليًا. وكانت هذه البلطة تتميز بأنها مصنوعة كلية من المعدن، وكان لها نصل منحني بشدة وطرف على شكل مطرقة وكانت غالبًا ما تُزين بزخارف بارزة. وأحيانًا ما كان يُوضع سكين صغير في تجويف مقبض فأس التبرزين. وكان الإيرانيون يستخدمون سلاحًا مشابهًا.

#### سريلانكا
كان الكيتيريا (Keteriya) أحد أنواع بلطات المعارك المستخدمة في سريلانكا. وكان يتكون من نصل واحد ومقبض خشبي قصير. وكان هذا يسمح لمستخدميه بأن يسيطروا عليه بيد واحدة.

#### فيتنام

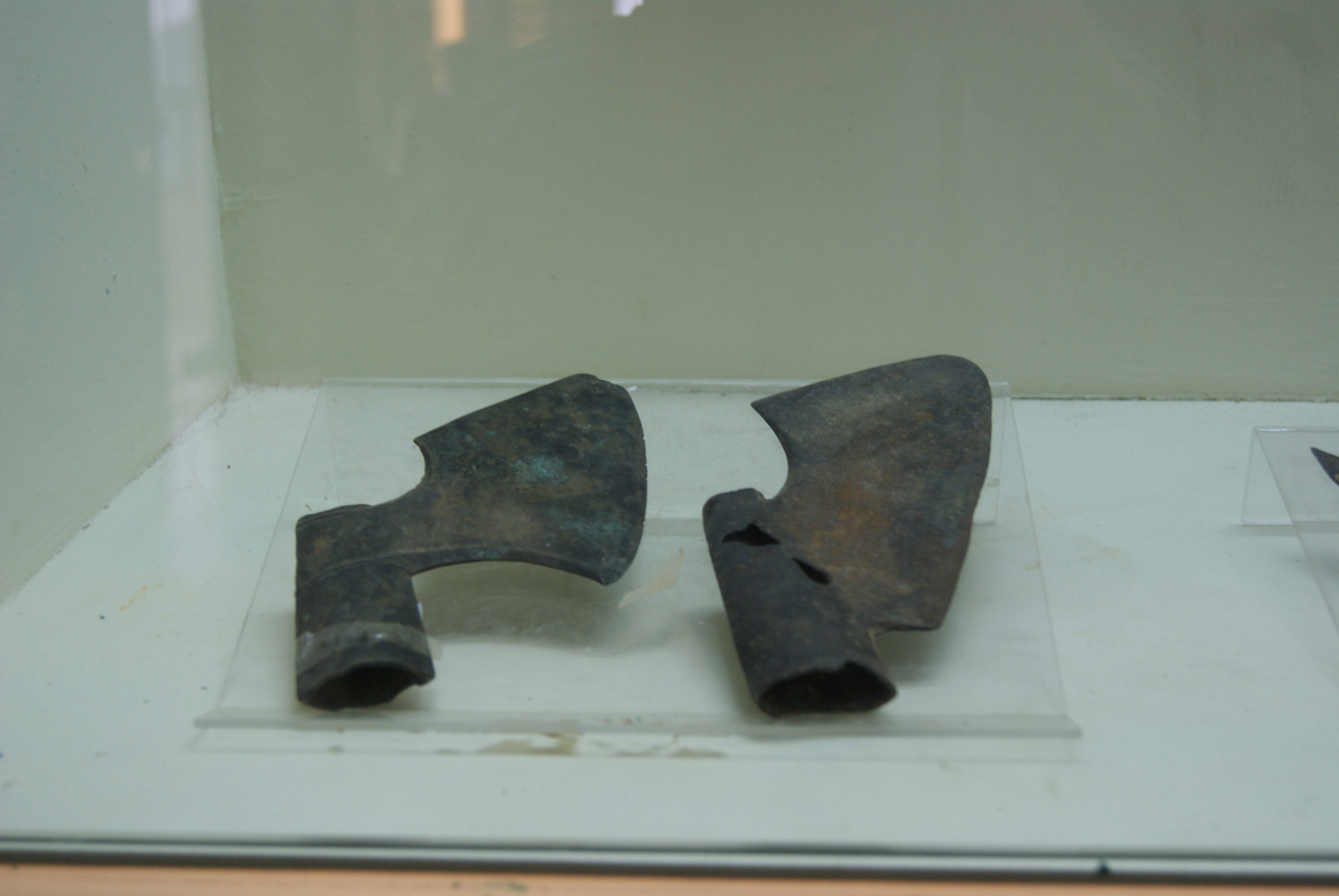
بلطات تنتمي إلى حضارة دونج سون

تعد بلطة المعارك إحدى أكثر الأسلحة شيوعًا في الحضارة الفييتنامية القديمة، وخاصة حضارة دونج سون.